# 츠카모토 마리코
츠카모토 마리코(일본어: 塚本 まり子 쓰카모토 마리코[*], 1976년 7월 16일 ~ )는 일본의 모델이며, 여성 아이돌 그룹 어른 AKB48 멤버로서 약 4개월간 활동했다.

## 개요
- 2014년 4월 12일에 「어른 AKB48 오디션」에서 합격해, 활동을 시작으로 동년 9월 1일까지 AKB48 4개월간 활동하였다.
- 현재 동년 10월에 고분샤의 40대 여성 잡지 『미ST』의 2014년 12월호에서 모델로서 활동하고 있다.

## AKB48에서의 참가곡

### 싱글 CD 선발곡
- 心のプラカード / 마음의 플래카드
  - 教えてMommy / 가르쳐줘 Mommy

### 극장 공연곡
- 팀4 3rd Stage 「아이돌의 새벽」 공연
  - 片思いの対角線 / 짝사랑 대각선 - 카토 레나의 언더